# Përlepnica-See
Der Përlepnica-See (albanisch Liqeni i Përlepnicës, serbisch Језеро Прилепница Jezero Prilepnica) ist ein Stausee im Osten des Kosovo, nordöstlich der Stadt Gjilan. Der Wasserspiegel bei Vollstau liegt auf etwa 620 Metern über dem Meeresspiegel. Der See wird zur Trinkwasserversorgung der lokalen Bevölkerung genutzt.